# Tour dei New Zealand Māori 1926
I New Zealand Maori nel 1926 si imbarcarono per un lunghissimo tour degno del tour dei New Zealand Natives del 1888-89. 
Fu un tour di sette mesi, con 38 partite disputate di cui 29 vinte, 7 perse e due pareggiate con 712 punti segnati e solo 215 subiti.
Come d'uso all'epoca il tour iniziò con due sfide contro squadre neozelandesi, Auckland e Wellington.

## Risultati (parziale)
| Auckland 17 luglio 1926 | Auckland | 12 – 13 | New Zealand Māori |  |

| Wellington 21 luglio 1926 | Wellington | 28 – 16 | New Zealand Māori |  |

| Melbourne 31 luglio 1926 | Victoria | 0 – 30 | New Zealand Māori | Motrorbrome |

| Melbourne 2 agosto 1926 | Victoria | 0 – 57 | New Zealand Māori | Motrorbrome |

| Colombo 18 agosto 1926 | Sri Lanka | 6 – 37 | New Zealand Māori |  |

| Marsiglia 13 settembre 1926 | Olimpique Marseille | 0 – 87 | New Zealand Māori |  |

| Djion 17 settembre 1926 | Borgundy | 3 – 27 | New Zealand Māori |  |

| Grenoble 19 settembre 1926 | Comite des Alpes | 6 – 23 | New Zealand Māori |  |

| Avignon 23 settembre 1926 | Comite de Litoral | 8 – 29 | New Zealand Māori |  |

| Lione 26 settembre 1926 | Comite Lyonnaise | 3 – 14 | New Zealand Māori |  |

| Narbona 30 settembre 1926 | Languedoc | 5 – 8 | New Zealand Māori |  |

| Bayonne 3 ottobre 1926 | Cote Basque | 3 – 11 | New Zealand Māori |  |

| 7 ottobre 1926 | Comite de Centre | 3 – 16 | New Zealand Māori |  |

| Parigi 10 ottobre 1926 | Parigi | 11 – 9 | New Zealand Māori | Colombes |

| 16 ottobre 1926 | Sommerset | 8 – 21 | New Zealand Māori |  |

| Newport 21 ottobre 1926 | Newport RFC | 0 – 0 | New Zealand Māori |  |

| Swansea 23 ottobre 1926 | Swansea RFC | 6 – 11 | New Zealand Māori |  |

| 27 ottobre 1926 | Yorkshire | 9 – 17 | New Zealand Māori |  |

| Londra 30 ottobre 1926 | Harlequins | 11 – 5 | New Zealand Māori | Twickenham |

| Devonport 3 novembre 1926 | Devonshire | 20 – 0 | New Zealand Māori |  |

| Cardiff 6 novembre 1926 | Cardiff RFC | 8 – 18 | New Zealand Māori |  |

| Bristol 10 novembre 1926 | Glocestershire | 3 – 0 | New Zealand Māori |  |

| Llanelli 13 novembre 1926 | Llanelli RFC | 3 – 0 | New Zealand Māori | Stradey Park |

| 16 novembre 1926 | East Midland | 3 – 3 | New Zealand Māori |  |

| Blackkeath 20 novembre 1926 | Blackkeath | 5 – 9 | New Zealand Māori |  |

| Falmouth 24 novembre 1926 | Cornwall | 3 – 6 | New Zealand Māori |  |

| Leicester 27 novembre 1926 | Leicester | 13 – 15 | New Zealand Māori |  |

| Manchester 1º dicembre 1926 | Lancashire | 6 – 11 | New Zealand Māori |  |

| Bordeaux 5 dicembre 1926 | Francia XV | 3 – 13 | New Zealand Māori |  |

| Limoges 9 dicembre 1926 | Limoges XV | 0 – 34 | New Zealand Māori |  |

| Parpignan 12 dicembre 1928 | Perpignan | 8 – 9 | New Zealand Māori |  |

| 16 dicembre 1928 | Armagnac-Bigorre | 6 – 11 | New Zealand Māori |  |

| Beziers 19 dicembre 1926 | Francia XV | 12 – 25 | New Zealand Māori |  |

| Parigi 26 dicembre 1926 | Francia | 3 – 12 | New Zealand Māori | Colombes |

| Cardiff 28 dicembre 1926 | Cardiff RFC | 3 – 5 | New Zealand Māori | (Millennium Stadium) |

| Pontypool 1º gennaio 1927 | Pontypool RFC | 6 – 5 | New Zealand Māori |  |

| Vancouver 29 gennaio 1927 | Vancouvuer | 9 – 33 | New Zealand Māori |  |

| Vancouver 2 febbraio 1927 | Brit. Columbia University | 3 – 12 | New Zealand Māori |  |

| Vancouver 5 febbraio 1927 | All Mainland | 0 – 43 | New Zealand Māori |  |

| Vancouver 9 febbraio 1927 | Victoria | 3 – 41 | New Zealand Māori |  |